# Helena Legowicz
Helena Legowicz (ur. 1954) – bibliotekarka, polska działaczka społeczna i kulturalna na Zaolziu, od 2017 prezes Polskiego Związku Kulturalno-Oświatowego. 

## Życiorys
Pochodzi z Olbrachcic. W 1978 roku ukończyła studia w Instytucie Bibliotekoznawstwa i Informacji Naukowej Uniwersytetu Warszawskiego. Od 1985 do 2017 roku była kierownikiem Oddziału Literatury Polskiej Biblioteki Regionalnej w Karwinie-Frysztacie. Od 1999 roku prezeska Stowarzyszenia Przyjaciół Polskiej Książki. 
W 2017 roku na XXIII Zjeździe Polskiego Związku Kulturalno-Oświatowego została wybrana na prezesa tej organizacji. Została pierwszą kobietą w historii związku piastującą to stanowisko. Wcześniej sprawowała m.in. funkcję przewodniczącej Rady Przedstawicieli Kongresu Polaków w Republice Czeskiej, a następnie była członkiem Zarządu Głównego PZKO. W 2021 uzyskała reelekcję na funkcję prezeski PZKO. 
Zasiada w sekretariacie Europejskiej Unii Wspólnot Polonijnych. 